# 프로세스 명세서
프로세스 명세서(process specification)는 시스템의 프로세스와 프로세스 간 데이터 흐름을 표현하는 도구인 데이터 흐름도의 가장 하위 수준에 있는 각 프로세스의 변환 내용과 논리를 기술한 것이다.

## 같이 보기
- 시방서